# 南Q太
南 Q太（みなみ きゅうた、1969年1月13日 - ）は、日本の漫画家。島根県雲南市出身。

## 来歴
1990年、アフタヌーン四季賞にて佳作入選。1992年、『YOUNG HIP』誌（ワニマガジン社）の巻末連載「あそびにいこうよ」で漫画家として本格的に活動を開始する。1994年、『週刊ヤングジャンプ』新人賞に佳作入選。
2003年、「ゆらゆら」など3作品がBS-iのテレビドラマ『恋する日曜日』においてドラマ化される。2005年、『さよならみどりちゃん』が映画化され公開される。

## 作品リスト
- 日曜日なんか大嫌い（全1巻）
- かみさまお願い（全1巻）
- TAKE THE A TRAIN（全1巻）
- 愚図な女ばかりじゃないぜ（全1巻）
- さよならみどりちゃん（『FEEL YOUNG』、1996年 - 1997年、全1巻）
- 天井の下（『FEEL YOUNG』、1999年、全1巻）
- 夢の温度（『FEEL YOUNG』、2000年、全4巻）
- タラチネ（『FEEL YOUNG』、2000年、全1巻）
- ゆらゆら（『FEEL YOUNG』、2001年、全1巻）
- クールパイン（『Zipper comic』、2002年、全1巻）
- こどものあそび（『FEEL YOUNG』、2003年、全1巻）
- 藍色夏恋 小説版表紙（2003年）
- 霊感バスガイドシリーズ（赤川次郎）表紙（2012年 - ）
- あたしの女に手を出すな（全1巻）
- 地下鉄の風に吹かれて（全1巻）
- トラや（全1巻）（『マンガ・エロティクス・エフ』連載）
- オリベ（全1巻）
- ぼくの家族（全1巻）
- スクナヒコナ（全4巻）
- ピンクペッパー（全2巻）
- スロウ（全1巻）
- キキさんち（全1巻）
- 今日も夫婦やってます（全1巻）
- 南Q太傑作選1 かみさまお願い（全1巻）
- 南Q太傑作選2 デイト（全1巻）
- 南Q太傑作選3 不幸せでもいいじゃない（全1巻）
- ひらけ駒!（『モーニング』、2011年 - 2013年、全8巻）
- グランメゾンむらさきばし（『まんがホーム』、2013年 - 2016年、全3巻）
- グッドナイト（『FEEL YOUNG』、2014年 - 、既刊2巻）
- POP LIFE（『ふんわりジャンプ』、2015年 - 2017年、全2巻）
- ひらけ駒!return（『ベビモフ!』、2017年 - 2019年、全2巻[4]）
- 夫というひと（『ゼクシィbaby』、2017年 - 2019年)
- 私の彼女（『JOUR』、2019年 - 2021年、全2巻）
- マーシャ（『comicタント』Vol.42[5] - 連載、2023年[5] - ）